# Schaumbitumen
Als Schaumbitumen wird Bitumen bezeichnet, das durch die Zugabe von kaltem Wasser mit hohem Druck aufgeschäumt wird. Die Viskosität senkt sich dadurch stark ab und das Volumen wird erhöht. Durch die Kombination von Schaumbitumen und eines abgestuften Mineralstoffgemisches wird Schaumasphalt (auch Niedrigtemperaturasphalt genannt) erzeugt.  Dieser relativ junge Baustoff eignet sich besonders für das Kaltrecycling-Verfahren von Asphaltbelägen. 